# Heber (Schneverdingen)

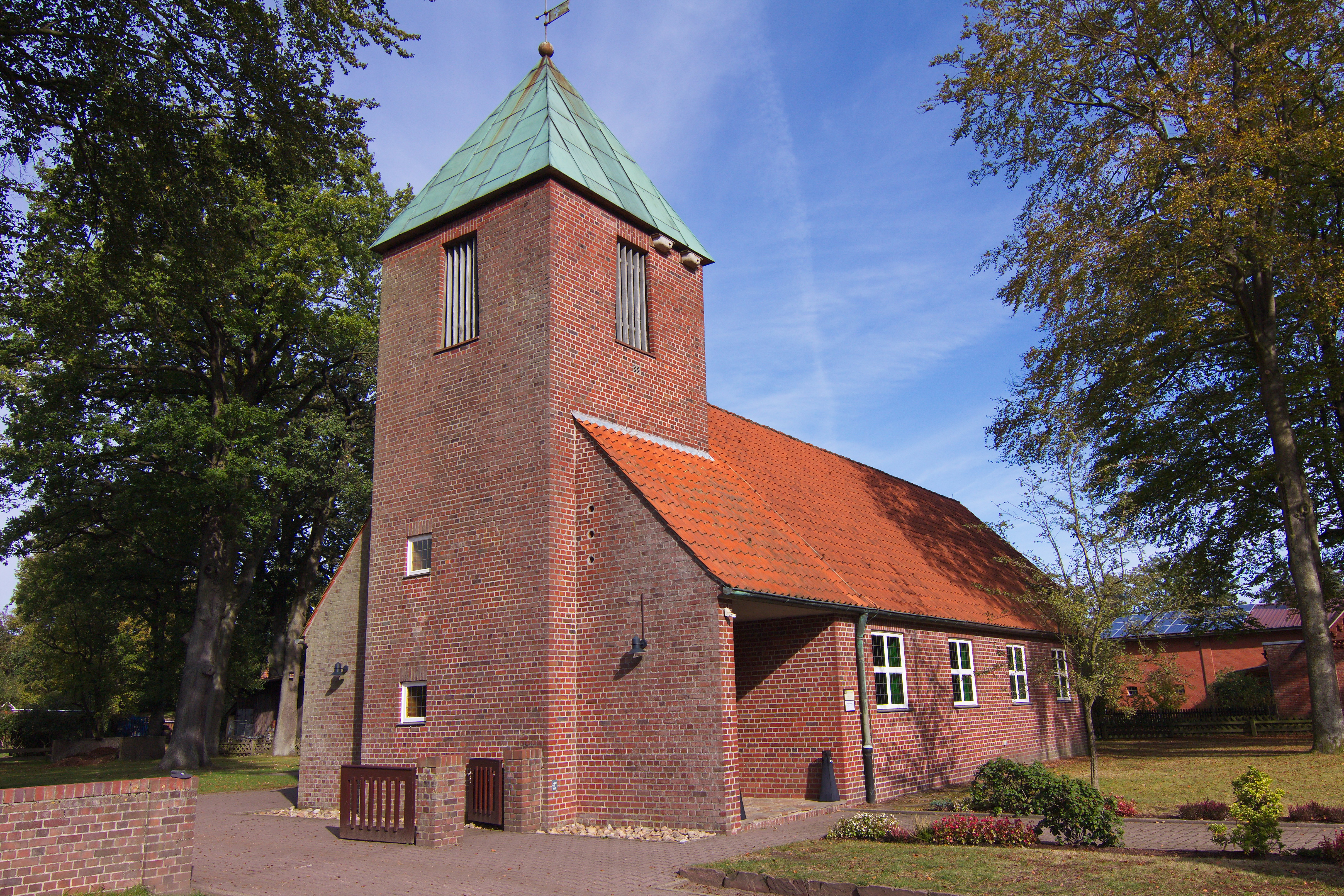
Friedenskirche

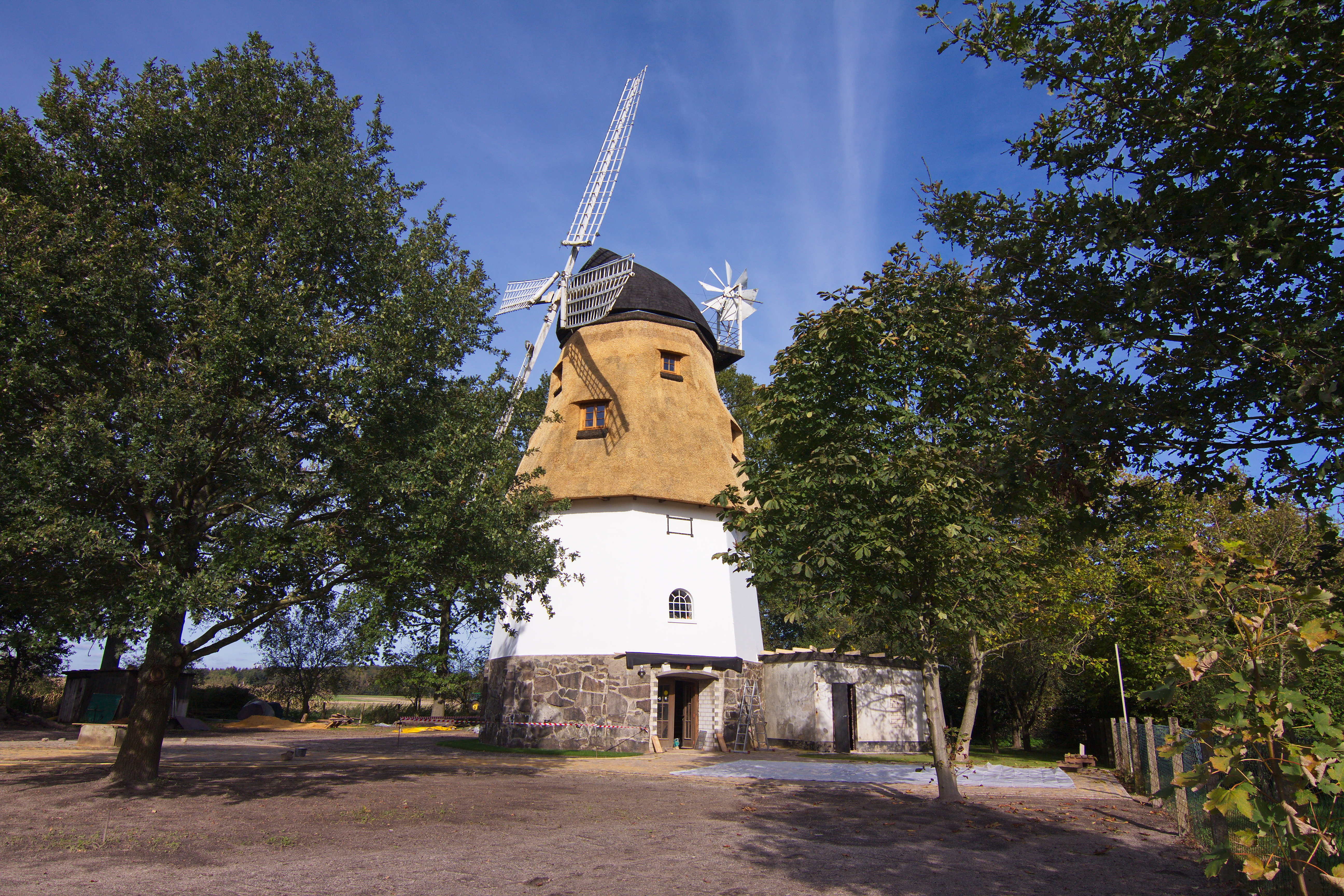
Windmühle von 1825

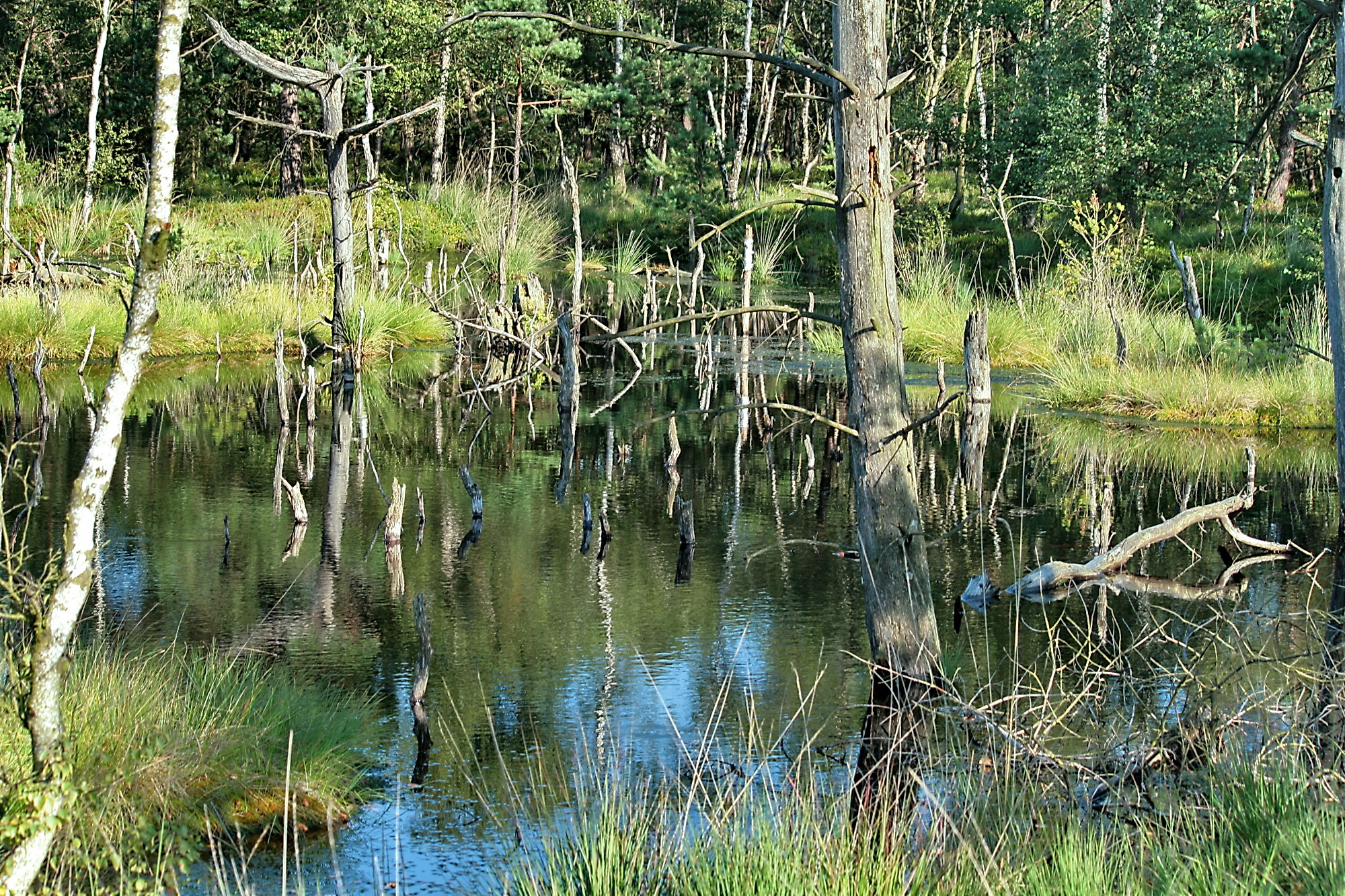
Pietzmoor in der Lüneburger Heide

Heber (niederdeutsch/plattdüütsch Häbe) ist ein Ortsteil der Stadt Schneverdingen im Landkreis Heidekreis in Niedersachsen. 

## Geografie
Der Ort liegt etwa sechs Kilometer südöstlich des Stadtzentrums und ist über die B 3 mit ihm verbunden. Das Dorf liegt direkt am Naturpark Lüneburger Heide und am Pietzmoor. Die Böhme entspringt nicht weit entfernt im Moor und durchfließt den Ort. 
Wohnplätze von Heber sind Scharrl, Benninghöfen, Hillern (Hillen), Surbostel (Surbossel), Wulfsberg, Bockheber (Bockhäbe), Langwedel, Möhr, Pietz und Tütsberg.

## Geschichte
Heber wurde erstmals 1123 urkundlich als Hathebere (Heidesiedlung am Hang) erwähnt. Der Ort gehörte bis 1648 zum Bistum Verden, wechselte dann unter die Herrschaft von Schweden, Königreich Hannover, Kaiserreich Frankreich und wieder Hannover. 1866 wurde Heber preußisch.
Über Heber führte ab 1839 eine Postkutschenlinie und im Ort wurde eine Poststation eingerichtet. Größere regionale Bedeutung erlangten auch die Mühlen (Senfmühle, Wassermühle, Windmühle) von Heber. Nach dem erfolglosen Betrieb einer Wassermühle wurde 1825 die Windmühle errichtet, 
1960 besuchte Prinz Philip den Ort, als ein britisches Regiment dort ein Manöver abhielt. Jahrzehntelang war das britische Militär in Heber und Umgebung stationiert.
Am 1. März 1974 wurde Heber in die Gemeinde Schneverdingen eingegliedert.
Die Mülldeponie Hillern machte 2011 bundesweit Schlagzeilen, als bekannt wurde, dass dorthin Bauschutt des ehemaligen Kernkraftwerks Stade gebracht worden ist.

## Politik
Ortsvorsteher ist Jörn Skirke.

## Kultur und Sehenswürdigkeiten
- Die Windmühle ist noch heute als Motormühle im Betrieb und steht nach Renovierungsarbeiten seit 2011 als Ferienobjekt zur Verfügung.
- Hof Möhr bei Heber ist Sitz der Alfred Toepfer Akademie für Naturschutz.
- Das Naturschutzgebiet Böhmetal bei Huckenrieth befindet sich teilweise in Heber.
- Der landwirtschaftliche Lehrpfad „Grüner Pfad“ führt über 15 verschiedenen Stationen mit Lehrtafeln durch Feld, Wald und Wiesen.